# Jasuto Honda
Jasuto Honda (* 25. červen 1969) je bývalý japonský fotbalista.

## Reprezentace
Jasuto Honda odehrál 29 reprezentačních utkání. S japonskou reprezentací se zúčastnil Mistrovství Asie ve fotbale 1996.

## Statistiky
| Japonsko | Japonsko | Japonsko |
| Roky     | Záp.     | Góly     |
| -------- | -------- | -------- |
| 1995     | 2        | 0        |
| 1996     | 13       | 0        |
| 1997     | 14       | 1        |
| Celkem   | 29       | 1        |